# Wong Kam-Po
Wong Kam-Po BBS (Hongkong, 13 maart 1973) is een voormalig wielrenner uit Hongkong, die actief was in zowel het baanwielrennen als het wegwielrennen.

## Biografie
Wong Kam-Po kwam in 1990 bij de nationale selectie van Hongkong. Hij won goud tijdens de nationale spelen van de volksrepubliek China in 1997, 2001 en 2009 bij de Aziatische Spelen van 1998, 2006 en 2010
en bij het Aziatisch kampioenschap in 2001 en 2012.
Bij het wereldkampioenschappen baanwielrennen van 2007 in Palma de Mallorca won Wong de wereldtitel op de scratch voor Wim Stroetinga en Rafal Ratajczyk. Wong was de vlaggendrager voor Hongkong tijden de Olympische Zomerspelen van 2008 in Peking.
Aan het einde van het seizoen 2011/12 beëindigde hij zijn carrière.

## Erelijst

### Baanwielrennen
| Jaar  | HK    | AK                                             | WK                        | Overig                                                              |
| Elite | Elite | Elite                                          | Elite                     | Elite                                                               |
| ----- | ----- | ---------------------------------------------- | ------------------------- | ------------------------------------------------------------------- |
| 2000  |       | achtervolging                                  |                           |                                                                     |
| 2000  |       |                                                |                           |                                                                     |
| 2001  |       |                                                |                           |                                                                     |
| 2002  |       |                                                |                           | Aziatische Spelen: · ploegkoers · 7e puntenkoers · 8e achtervolging |
| 2003  |       |                                                |                           |                                                                     |
| 2004  |       | puntenkoers · scratch                          |                           |                                                                     |
| 2005  |       |                                                |                           |                                                                     |
| 2006  |       |                                                |                           | Aziatische Spelen: 4e ploegkoers 10e puntenkoers                    |
| 2007  |       |                                                | scratch · 11e puntenkoers |                                                                     |
| 2008  |       | ploegkoers · 6e scratch · 8e puntenkoers       | 9e puntenkoers            | Olympische Spelen: 15e puntenkoers                                  |
| 2009  |       | ploegkoers · scratch                           | 8e puntenkoers            |                                                                     |
| 2010  |       | ploegkoers · ploegenachtervolging · 8e scratch | 13e ploegkoers            | Aziatische Spelen: · ploegkoers                                     |

### Wegwielrennen
1995
- Ronde van Okinawa

1997
- Eindklassement Ronde van de Filipijnen

1998
- Ronde van Okinawa
- Aziatische Spelen wegwedstrijd

1999
- Eindklassement Ronde van de Zuid-Chinese Zee
- 3e etappe International Cycling Classic

2000
- 4e etappe Ronde van Langkawi
- Ronde van Okinawa
- 3e etappe  Ronde van de Zuid-Chinese Zee

2001
- 10e etappe International Cycling Classic
- Aziatisch kampioenschap op de weg
- eindklassement, 2e, 3e en 4e etappe  Ronde van de Zuid-Chinese Zee

2002
- 5e, 7e etappe Ronde van Wellington
- Aziatisch kampioenschap op de weg
- 4e etappe Ronde van het Qinghaimeer
- Aziatische Spelen wegwedstrijd

2003
- criterium Steinfurt
- 3e etappe Tour Nord-Isère
- 1e, 5e etappe Ronde van Korea
- 1e etappe Ronde van het Qinghaimeer
- 2e etappe  Ronde van de Zuid-Chinese Zee

2004
- eindklassement, 1e etappe Ronde van Hokkaido
- 5e etappe Ronde van Indonesië
- Ronde van Okinawa

2005
- 7e etappe Ronde van de Zuid-Chinese Zee
- 1e etappe Ronde van Siam
- 2e, 3e, 4e etappe Ronde van China
- 9e etappe Ronde van Indonesië
- 2e, 4e, 5e, 6e etappe Ronde van de Zuid-Chinese Zee

2006
- 3e, 4e etappe Cepa Tour
- 1e etappe Ronde van Japan
- wegwedstrijd Aziatische Spelen
- 4e etappe Ronde van de Zuid-Chinese Zee

2007
- 5e etappe Jelajah Malaysia
- 2e etappe Ronde van Taiwan

2008
- 1e, 7e etappe Ronde van Taiwan

2009
- 2e etappe Ronde van Japan
- 4e etappe Ronde van Korea

2010
- 3e etappe Ronde van Kumano
- wegwedstrijd Aziatische Spelen

2011
- 3e etappe Ronde van Hongkong
- 2e etappe Ronde van Indonesië

2012
- Aziatisch kampioenschap op de weg
- 2e etappe Ronde van Taiwan
- 5e etappe Ronde van Japan

## Ploegen
- 2003 –  Marco Polo Cycling Team (vanaf 17 april)
- 2004 –  Marco Polo Cycling Team
- 2005 –  Purapharm
- 2006 –  Purapharm (vanaf 1 juni)
- 2007 –  Hong Kong Pro Cycling